# Николов, Стоян Иванов
Стоян Иванов Николов (болг. Стоян Иванов Николов, род. 2 апреля 1949) — болгарский борец греко-римского стиля, чемпион мира и Европы, призёр Олимпийских игр. Из-за ошибок технических работников, путавших болгарские фамилию и отчество, в некоторых официальных документах упоминается как Стоян Иванов.

## Биография
Родился в 1949 году в Златице. С 1963 года стал заниматься греко-римской борьбой под руководством тренера Ивана Минкина. В 1968 году был включён в национальную сборную. В 1971 году стал серебряным призёром чемпионата мира. В 1972 году принял участие в Олимпийских играх в Мюнхене, но медалей не завоевал, зато стал чемпионом Европы. В 1973 году стал серебряным призёром чемпионата Европы и бронзовым призёром чемпионата мира. В 1974 году завоевал серебряную медаль чемпионата мира, в 1975 году повторил этот результат. В 1976 году стал серебряным призёром чемпионата Европы и Олимпийских игр в Монреале. В 1977 году стал бронзовым призёром чемпионата мира. В 1978 году выиграл чемпионат мира. В 1980 году принял участие в Олимпийских играх в Москве, но медалей не завоевал, зато стал бронзовым призёром чемпионата Европы.